# Mistrzostwa świata U-21 w rugby union mężczyzn
Mistrzostwa świata U-21 w rugby union mężczyzn – oficjalny międzynarodowy turniej rugby union mający na celu wyłonienie najlepszej na świecie męskiej reprezentacji narodowej złożonej z zawodników do lat dwudziestu jeden. Organizowany był corocznie w latach 2002–2006 przez IRB, a wyewoluował z turnieju utworzonego przez SANZAR oraz UAR w 1995 roku. Wraz z mistrzostwami U-19 został zastąpiony w 2008 roku przez mistrzostwa świata juniorów w rugby union i Junior World Rugby Trophy przeznaczone dla zawodników do lat dwudziestu.

## SANZAR/UAR Tournament
Międzynarodowy turniej dla męskich drużyn U-21 powstał w 1995 roku z inicjatywy Argentyńskiego Związku Rugby oraz SANZAR – organizacji stworzonej przez związki z RPA, Nowej Zelandii i Australii. Do drużyn reprezentujących te państwa stopniowo dołączały następne: Anglia, Szkocja, Walia, Francja, Samoa, Tonga i Irlandia. Ponad stu pięćdziesięciu zawodników, którzy wystąpili w tych siedmiu turniejach, znalazło się następnie w seniorskich reprezentacjach.
| Rok  | Gospodarz         | Zwycięzca              |
| ---- | ----------------- | ---------------------- |
| 1995 | Argentyna         | Nowa Zelandia U-21     |
| 1996 | Nowa Zelandia     | Australia U-21         |
| 1997 | Australia         | Australia U-21         |
| 1998 | Południowa Afryka | Australia U-21         |
| 1999 | Argentyna         | Południowa Afryka U-21 |
| 2000 | Nowa Zelandia     | Nowa Zelandia U-21     |
| 2001 | Australia         | Nowa Zelandia U-21     |

## IRB Under 21 World Championship
Od 2002 roku pieczę nad zawodami przejęła IRB, która rozszerzyła liczbę uczestniczących drużyn do dwunastu i nadała im oficjalny status mistrzostw świata. Reprezentacje te zostały podzielone na cztery trzyzespołowe grupy i rywalizowały w ciągu trzech meczowych dni z drużynami z innej grupy (grupa A z D, B z C). Po zakończeniu pierwszej fazy ustalany był ranking – pierwsze cztery zespoły awansowały do półfinałów, kolejne cztery walczyły o miejsce piąte, zaś pozostałe o miejsce dziewiąte.
Po pięciu edycjach, w związku z restrukturyzacją rozgrywek juniorskich turniej ten wraz z mistrzostwami U-19 został zastąpiony w 2008 roku przez mistrzostwa świata juniorów w rugby union i Junior World Rugby Trophy przeznaczone dla zawodników do lat dwudziestu, choć wcześniejsze plany zakładały jego organizację co dwa lata.
| Rok  | Gospodarz |                        | Mecz finałowy | Mecz finałowy          | Mecz finałowy          |         | Mecz o 3. miejsce      | Mecz o 3. miejsce | Mecz o 3. miejsce |
| Rok  | Gospodarz | Zwycięzca              | Wynik         | 2. miejsce             | 3. miejsce             | Wynik   | 4. miejsce             |                   |                   |
| 2002 | RPA       | Południowa Afryka U-21 | 24 – 21       | Australia U-21         | Nowa Zelandia U-21     | 59 – 7  | Walia U-21             |                   |                   |
| 2003 | Anglia    | Nowa Zelandia U-21     | 21 – 10       | Australia U-21         | Argentyna U-21         | 34 – 30 | Południowa Afryka U-21 |                   |                   |
| 2004 | Szkocja   | Nowa Zelandia U-21     | 47 – 19       | Irlandia U-21          | Południowa Afryka U-21 | 44 – 10 | Australia U-21         |                   |                   |
| 2005 | Argentyna | Południowa Afryka U-21 | 24 – 20       | Australia U-21         | Nowa Zelandia U-21     | 47 – 21 | Francja U-21           |                   |                   |
| 2006 | Francja   | Francja U-21           | 24 – 13       | Południowa Afryka U-21 | Nowa Zelandia U-21     | 39 – 36 | Australia U-21         |                   |                   |